# Diaphus rafinesquii
Diaphus rafinesquii is een straalvinnige vissensoort uit de familie van de lantaarnvissen (Myctophidae). De wetenschappelijke naam van de soort werd in 1838 gepubliceerd door Cocco.
De soort staat op de Rode Lijst van de IUCN als niet bedreigd, beoordelingsjaar 2009.